# Équipe du Japon de baseball
Uniformes
L'équipe du Japon de baseball représente la Fédération du Japon de baseball lors des compétitions internationales, comme le Classique mondiale de baseball, les Jeux olympiques ou la Coupe du monde de baseball notamment.

## Palmarès

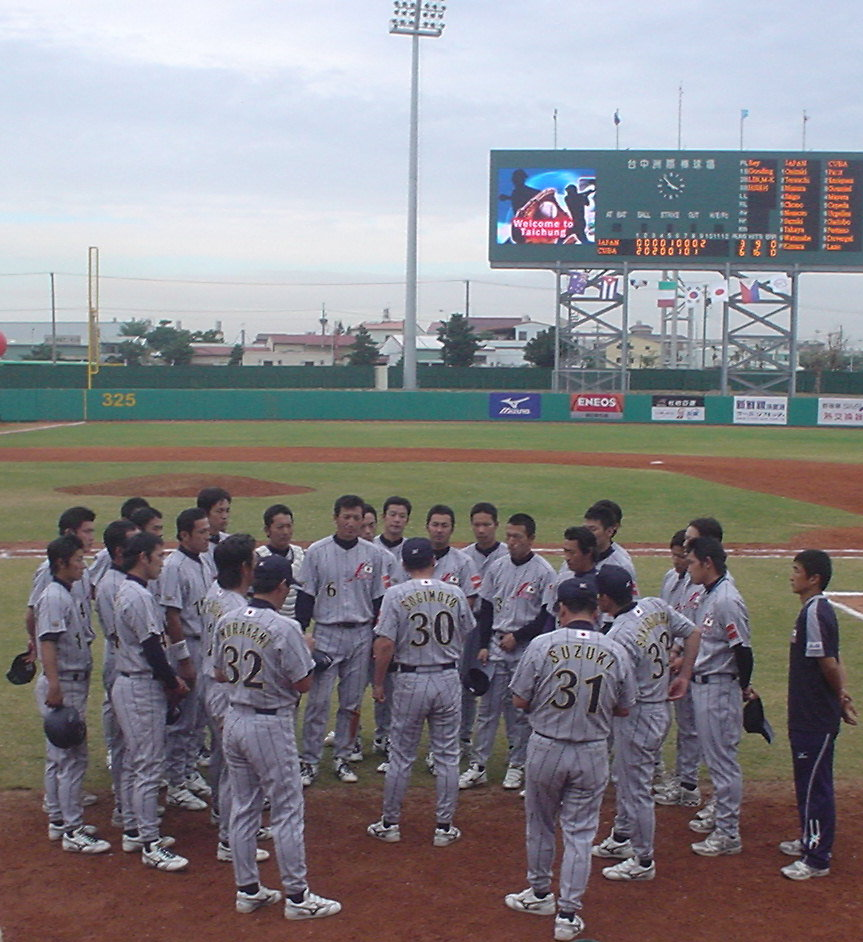
La sélection japonaise en 2006

Jeux olympiques
- 1992 :  3e
- 1996 :  2e
- 2000 : 4e
- 2004 :  3e
- 2008 : 4e

Classique mondiale de baseball
- 2006 :  1er
- 2009 :  1er
- 2013 :  3e
- 2017 :  3e
- 2023 :  1er

Coupe du monde de baseball
| - 1972 : 4e - 1973 : non qualifiée - 1974 : non qualifiée - 1976 : 3e - 1978 : 4e - 1980 : 3e - 1982 : 2e |  | - 1984 : 4e - 1986 : 5e - 1988 : 4e - 1990 : 5e - 1994 : 3e - 1998 : 5e - 2001 : 4e |  | - 2003 : 3e - 2005 : 5e - 2007 : 3e - 2009 : 10e - 2011 : 13e |

Coupe intercontinentale de baseball
| - 1973 : 1er - 1975 : 2e - 1977 : 3e - 1979 : 2e - 1981 : 6e - 1983 : non qualifiée |  | - 1985 : 3e - 1987 : 3e - 1989 : 2e - 1991 : 2e - 1993 : 3e - 1995 : 2e |  | - 1997 : 1er - 1999 : 3e - 2002 : 5e - 2006 : 4e - 2010 : 5e |

Championnat d'Asie de baseball
| - 1954 : 2e - 1955 : 1er - 1959 : 1er - 1962 : 1er - 1963 : 2e - 1965 : 1er - 1967 : 1er - 1969 : 1er - 1971 : 2e - 1973 : 1er |  | - 1975 : 2e - 1983 : 2e - 1985 : 1er - 1987 : 2e - 1989 : 2e - 1991 : 1er - 1993 : 1er - 1995 : 1er - 1997 : 2e - 1999 : 2e |  | - 2001 : 3e - 2003 : 1er - 2005 : 1er - 2007 : 1er - 2009 : 1er - 2012 : 1er |

## Classique mondiale de baseball 2009
| Lanceurs - 11 Yu Darvish (Texas Rangers) - 22 Kyuji Fujikawa (Hanshin Tigers) - 20 Hisashi Iwakuma (Tohoku Rakuten Golden Eagles) - 19 Minoru Iwata (Hanshin Tigers) - 28 Satoshi Komatsu (Orix Buffaloes) - 14 Takahiro Mahara (Fukuoka SoftBank Hawks) - 18 Daisuke Matsuzaka (Red Sox de Boston) - 47 Toshiya Sugiuchi (Fukuoka SoftBank Hawks) - 15 Masahiro Tanaka (Tohoku Rakuten Golden Eagles) - 26 Tetsuya Utsumi (Yomiuri Giants) - 16 Hideaki Wakui (Saitama Seibu Lions) - 31 Shunsuke Watanabe (Chiba Lotte Marines) - 39 Tetsuya Yamaguchi (Yomiuri Giants) |  | Receveurs - 10 Shinnosuke Abe (Yomiuri Giants) - 29 Yoshiyuki Ishihara (Hiroshima Toyo Carp) - 2 Kenji Johjima (Hanshin Tigers) Champ intérieur - 8 Akinori Iwamura (Tampa Bay Rays) - 7 Yasuyuki Kataoka (Saitama Seibu Lions) - 52 Munenori Kawasaki (Fukuoka SoftBank Hawks) - 25 Shuichi Murata (Yokohama BayStars) - 6 Hiroyuki Nakajima (Saitama Seibu Lions) - 9 Michihiro Ogasawara (Yomiuri Giants) Champ extérieur - 23 Norichika Aoki (Tokyo Yakult Swallows) - 1 Kosuke Fukudome (White Sox de Chicago) - 41 Atsunori Inaba (Hokkaido Nippon Ham Fighters) - 35 Yoshiyuki Kamei (Yomiuri Giants) - 51 Ichiro Suzuki (New York Yankees) - 24 Seiichi Uchikawa (Yokohama BayStars) |